# Tasnádi Ádám
Tasnádi Ádám (Kiskunhalas, 1991. június 23. –) magyar üzletember, startupper, mentor. 2022-ben felkerült a Forbes Magyarország "100 selfmade magyar" listájára. 2021-ben a Forbes Magyarország "30 sikeres magyar 30 alatt" listáján szerepelt. 2020-ban a Széchenyi család a Legsikeresebb Fiatal Vállalkozó kategóriában az Év Széchenyi Vállalkozása díjban részesítette.

## Életútja
1991-ben született Kiskunhalason. Soltvadkerten nőtt fel, majd a kiskunhalasi Bibó István Gimnáziumban érettségizett. 2010-től a Budapesti Corvinus Egyetem Közigazgatástudományi Karán nemzetközi igazgatásszervezési tanulmányokat hallgatott. Az egyetemi kar időközben beolvadt az újonnan létrehozott Nemzeti Közszolgálati Egyetem szervezetébe, így tanulmányait már itt fejezte be. Már egyetemi évei alatt is online vállalkozásaiból élt, így végül sosem dolgozott eredeti szakmájában.

## Vállalkozói pályája
14 éves korától kezdve egyre jobban érdekelte az üzlet és a cégépítés világa (édesapja tanácsára ezen belül kiemelten az online vállalkozások), első vállalkozói szárnypróbálgatásait is ekkor kezdte.
Első igazi üzleti sikere az egyetemi évei alatt, 22 éves korában indított My Road To Brasil nevű marketinges projektje volt, melynek kivitelezésében akkori üzlettársa (Lakatos Áron) segítette. A projekt célja a 2014-es brazíliai labdarúgó világbajnokságra való kiutazás volt. A megvalósításhoz létrehozott egy olyan weboldalt, ahol online reklámfelületként értékesítette a Föld országait a támogatóinak. A projekt szponzorai a pénzükért cserébe elsősorban reklámot kaptak (bannerhirdetés formájában a weboldalon, ezek voltak a Föld országai), illetve egyedi ajándéktárgyakat (például homokot a Copacabana partjáról). A projekt céges támogatói online és offline médiamegjelenéseket kaptak, illetve exkluzív tartalmat a közösségi média kommunikációjukhoz anélkül, hogy nagy költséggel saját stábot kelljen kiutaztatniuk Brazíliába. A kreatív vállalkozás ezekre a keresletekre nyújtott megoldást. Sikerét jól jelzi, hogy a teljes ismeretlenségből indulva 6 hét alatt 1 millió Ft gyűlt össze és olyan vállalatok is beszálltak, mint a Ustream és a Szerencsejáték Zrt. A garázsból indult projekt híre a magyar és a brazil országos médiáig is eljutott. Olyan magyar közszereplők is csatlakoztak a kreatív ötlethez, mint például Csonka András, Kiss Ádám, Katus Attila vagy Pistyur Veronika.
A My Road to Brasil-t követően online marketing stratégiakészítéssel és kivitelezéssel foglalkozott saját vállalkozásában. Nemzetközi projektjei mellett olyan milliárdos árbevételű, országosan is ismert márkákat tudhatott ügyfelei között, mint például a Pölöskei Szörp.
2017-ben - egy marketinges projektnek köszönhetően - ismerte meg későbbi üzlettársát, Molnár Dórát, akivel 2019. májusában elindította a this is Redy nevű menstruációs fehérneműket gyártó startupot. A minimális kezdőtőkével, külső finanszírozás nélkül indított vállalkozás árbevétele 2,5 évvel később már a bruttó 300 millió Ft árbevételt is átlépte. Az alapítók 2020-ban a Legsikeresebb Fiatal Vállalkozó kategóriában vehették át az Év Széchenyi Vállalkozása díjat. 2021-ben a Magyar Innovációs Szövetség és az Innovációs és Technológiai Minisztérium által kiosztott Év Startup Innovációs Díjával ismerték el a céget. Az alapítók 2021-ben felkerültek a Forbes Magyarország "30 sikeres magyar 30 alatt" listájára. 2022-ben mindketten felkerültek a Forbes "100 selfmade magyar" listájára.

## Előadásai
- 2021-ben a BME Gazdaság- és Társadalomtudományi Karának (GTK) MBA programjában (ISP) vendégelőadó.[10]

## Karitatív tevékenysége
Kiemelten fontosnak tartja a fiatalok edukálását, vállalkozóvá válásuk támogatását és a tanulás útján való társadalmi mobilitást. A Menetszél Egyesület, valamint a Tudást és Felemelkedést Alapítvány rendszeres adakozója. 2021-ben a KIKAPCS. Alapítvány kampánynagykövetnek kérte fel.

## Díjai, elismerései
- Forbes Magyarország "100 selfmade magyar" lista (2022)
- Forbes Magyarország "30 sikeres magyar 30 alatt" lista (2021)
- Legsikeresebb Fiatal Vállalkozó – Év Széchenyi Vállalkozása Díj (2020)
- Startup Ecosystem Hero of the Year – Central European Startup Awards (2020) finalista[14]